# ياسين جابر
ياسين جابر (15 كانون الثاني 1951-)،هو عضو في البرلمان اللبناني من الطائفة الشيعية. يمثل منطقة النبطية في جنوب لبنان منذ أول انتخابات بعد الحرب الأهلية اللبنانية في عام 1992. وعلى الرغم من أنه يُعتبر مستقلاً رسميًا، إلا أنه مرتبط بكتلة التحرير والتنمية التي تقودها حركة أمل برئاسة رئيس البرلمان نبيه بري. فاز جابر في انتخابات مايو 2018 بـ 7,920 صوتًا تفضيليًا في إطار نظام التصويت الهجين الجديد الذي وضعه في المركز 71 من أصل 515 مرشحًا على مستوى البلاد.

## حياته
وُلد جابر في النبطية عام 1951. تخرج بدرجة البكالوريوس في إدارة الأعمال من الجامعة الأمريكية في بيروت عام 1973، ثم أسس شركة مالية في العاصمة وعمل هناك حتى بداية الحرب الأهلية اللبنانية عام 1975.
قضى جابر فترة ما بين 1976 و1978 في الخارج، حيث عمل بشكل رئيسي في السعودية، وأفريقيا، وبريطانيا، ولوس أنجلوس في قطاعات المقاولات والتجارة الدولية، ثم عاد إلى لبنان لإطلاق مشاريع عقارية وسياحية وفندقية في بيروت. ومنذ عام 1981، أقام بشكل أساسي في لندن، حيث كان عضوًا في مجلس إدارة جمعية الصداقة البريطانية اللبنانية، وكذلك في المجلس الاستشاري للجالية العربية في بريطانيا.
بعد انتهاء الحرب الأهلية اللبنانية في عام 1990، شارك جابر في انتخابات البرلمان عام 1992 وتمكن من الحصول على مقعد.
عين وزيرًا للاقتصاد من عام 1996 إلى 1998، وكان جزءًا من حكومة رفيق الحريري التي شاركت في إعادة بناء لبنان. دعا جابر إلى التجارة الحرة مع الولايات المتحدة ودول أخرى.
يُعتبر جابر سياسيًا ليبراليًا، حيث يدعم حقوق الإنسان من خلال التنمية الاقتصادية العادلة في دول أخرى مثل جنوب أفريقيا.

## أسرته ينحدر ياسين جابر من عائلة كبيرة ومؤثرة في النبطية جنوب لبنان
متزوج من وفاء محمد العلي ولهما أربعة أولاد.[بحاجة لمصدر]

## في الوزارة
- تولى وزارة الاقتصاد في إحدى حكومات الرئيس رفيق الحريري منذالعام 1995 إلى العام 1998 ميلادي.
- تولى وزارة الأشغال العامة والنقل في حكومة الرئيس عمر كرامي بين الأعوام 2004 و2005 ميلادي.